# 勒沙塞龍山
46°51′6″N 6°32′18.5″E / 46.85167°N 6.538472°E

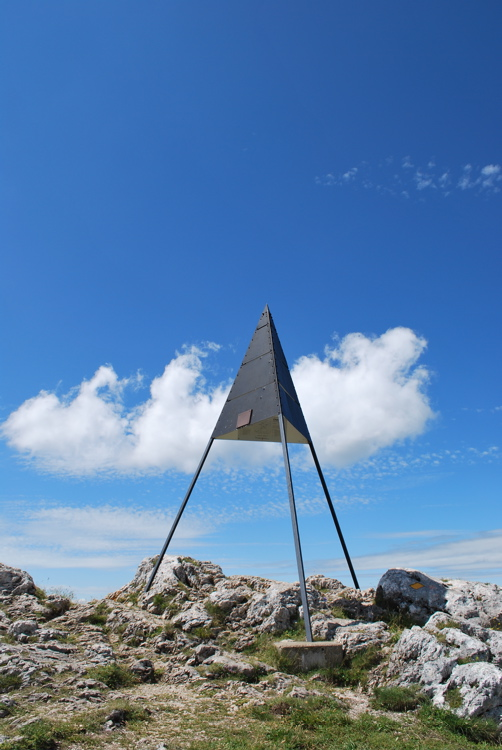

勒沙塞龍山（Le Chasseron），是瑞士的山峰，位於該國西部，由沃州負責管轄，屬於汝拉山的一部分，距離滕德雷山31.9公里，俯瞰聖克魯瓦，海拔高度1,607米。